# پنج زبان عشق
پنج زبان عشق: رازهایی برای داشتن عشقی پایدار توسط گری چاپمن در سال 1992 توسط نوشته شده است. این کتاب بیانگر 5 روش بیان و تجربه عشق است که چاپمن آنها را "زبان های عشق" می نامد.

## خلاصه
براساس نظریه چاپمن، 5 روش بیان و تجربه عشق که "زبان های عشق" نامیده شده، عبارتند از : دریافت هدیه، اختصاص وقت، تأیید و تشویق، خدمت کردن و تماس فیزیکی.
وی نمونه هایی از تجربیات مشاوره ای خویش را در نظر گرفت تا نظریه اش در خصوص زبان های عشق را بیان نماید.
کتاب چاپمن بیان می دارد که 5 زبان عشق جامع و کامل می باشد. براساس این نظریه، هر شخص یک زبان عشق اصلی و یک زبان عشق ثانویه دارد.

## پرسشنامه 5 زبان عشق
با یافتن زبان عشق خود و صحبت با محبوب خود (همسر، نامزد، معشوق و ...) می توانید رابطه بهتری ایجاد نموده و بدانید بعد از ازدواج چه بر سر عشق می‌آید و چگونه به کمک زبان عشق بر طلاق و کدورت‌های زوجین غلبه کنید. با پر کردن پرسشنامه تست 5 زبان عشق می‌توانید زبان عشق خود را متوجه شوید.

## موفقیت‌ها

### عملکرد تجاری
این کتاب در سال اول موفق به فروش 8500 نسخه در چهار چاپ مختلف شد که مورد انتظار ناشر نیز بود. در سال بعد 17000 نسخه فروخته شد و دو سال بعد نیز 137000 نسخه. این کتاب از آگوست 2009 در لیست پرفروش‌های نیویورک تایمز قرار گرفت. یک نسخه جدید و اصلاح شده از کتاب پنج زبان عشق در تاریخ 1 ژانویه 2015 منتشر شد.